# 大富翁 (電子遊戲)
《大富翁》是1989年11月28日由大宇資訊推出的電子遊戲，且為該公司的大富翁系列中首款發行及唯一單色畫面的作品。

## 作品內容
遊戲內容與傳統的紙上大富翁相同，都是靠著投擲骰子後的點數來移動距離、決定是否購買所經過的土地以增加個人的遊戲資產。而《大富翁》另增加傳統紙上大富翁裡所沒有的股票、期貨等投資買賣內容。
作品裡的遊戲地圖是以台北市為背景，另提供8名不同角色讓玩家選擇，而角色中的「阿土伯」及「大老千」是在往後大富翁系列仍有出現的人物。
《大富翁》可不需額外安裝如《倚天》的DOS平台應用軟體即可正常顯示中文。並除了以鍵盤作為操控輸入裝置外，另支援由大宇資訊所研發、專門支援自家遊戲的「大宇搖桿」。

## 登場角色
郭大姐、史密斯、阿土仔、錢大爺、大老千、茱曉媚、姚博士、阿呆。